# Ga Fuchū Keiba Seimonmae
Ga Fuchū Keiba Seimonmae (府中競馬正門前駅 (Phủ Trung Cạnh Mã chính môn tiền trạm) Fuchū keiba seimonzen-eki) là một ga đường sắt chở khách nằm ở thành phố Fuchū, Tōkyō, Nhật Bản, được điều hành bởi Tổng công ty Keiō. Đây là điểm chính của đường sắt dẫn đến Trường đua ngựa Tōkyō.

## Các tuyến
Ga Fuchū Keiba Seimonmae là ga cuối của Tuyến Keiō Keibajō, cách ga Higashifuchū 0,9 km. Ga nằm cách ga cuối Tokyo của Tuyến Keiō tại Shinjuku 20,4 km.

## Dịch vụ
Vào các ngày trong tuần, nhà ga được phục vụ bởi các chuyến tàu địa phương hai toa, đến và đi từ Higashi Fuchū, trong khi vào cuối tuần và ngày lễ (cũng như trong các sự kiện tại Trường đua ngựa Tokyo gần đó) thì các chuyến tàu địa phương/tốc hành 8 toa và 10 toa được chạy thông qua tuyến Keiō.

## Bố trí nhà ga
Nhà ga có một sân ga, phục vụ hai đường ray.

### Sân ga
| 1 2 | ■ Tuyến Keiō Keibajō | cho Higashi Fuchū, Shinjuku, Tuyến Toei Shinjuku, Keiō Hachiōji, Takaosanguchi |

## Lịch sử
Nhà ga mở cửa vào ngày 29 tháng 4 năm 1955.

## Thống kê hành khách
Trong tài khoá 2019, nhà ga được sử dụng bởi trung bình 2.922 hành khách mỗi ngày.
Các số liệu về hành khách (chỉ hành khách lên tàu) cho những năm trước được minh họa dưới đây.
| Tài khoá | Trung bình ngày |
| -------- | --------------- |
| 2005     | 3.877           |
| 2010     | 3.163           |
| 2015     | 3.190           |